# فيروس تبرقش الشويعرة
فيروس تبرقش الشويعرة أو فيروس بروم الفسيفسائي (بالإنجليزية: Brome mosaic virus)‏ هو فيروس نبات صغير، عشروني الوجوه ذو رنا.
ينتمي الفيروس لعائلة الفيروسات المنتنة ويصيب الشويعرة اللاشوكية وأعشاب أخرى. يمكن إيجاده في أي مكان تقريبا يزرع فيه القمح.